# Роже Мартен дю Гар
Роже Мартен дю Гар (фр. Roger Martin du Gard; 23 березня 1881, Нейї-Сюр-Сен — 22 серпня 1958, Беллем) — французький письменник, лауреат Нобелівської премії з літератури 1937 року «За художню силу і правду в зображенні людини і найсуттєвіших сторін сучасного життя».
Розвиває традицію роману-епопеї. Найвідоміший твір — «Сім'я Тібо», в котрому демонструється конфлікт батьки-діти, також протиставлення «хороший син» — «поганий син» («поганого» батько відправляє у виправну колонію). В життя героїв вривається Перша світова війна.

## Біографія
Народився 23 березня 1881 в паризькому передмісті Нейї-Сюр-Сен в заможній родині. Коли Роже було близько 10 років, він дружив у школі з хлопчиком, який писав п'єси, і з цього часу сам, як він з часом згадував, вирішив стати письменником. 11- річного Мартена дю Гара відправили в католицьку школу, де хлопчик підпадає під вплив абата М.Ебера, одного з ватажків французького неотомізму. З часом Мартен дю Гар відійшов від католицизму, але з Ебером у нього встановилися близькі та дружні стосунки, які збереглися аж до смерті священника. Після католицької школи Мартен дю Гарр навчався у престижному ліцеї Кондорсе. Через погані успіхи був змушений пропустити один семестр і перейшов до Ліцею Жансон-де-Саї, де познайомився з молодим Гастоном Галлімаром, майбутнім засновником знаменитого видавництва.
По закінченні ліцею він Мартен дю Гар вступив до Національної школи хартій і 1905 року отримує диплом палеографа-архівіста.
У Парижі Мартен дю Гар задумує великий роман про сільського священика. Проте з часом розуміє, що роман такого масштабу йому буде написати складно.
Та навесні 1908 року за кілька тижнів Мартен дю Гар пише «Становлення» — історію людини, яка хоче стати письменником, проте всі його спроби завершуються крахом. Письменник видає роман за власні кошти — і з цього моменту стає професійним літератором.
Першим значним його досягненням, яке принесло успіх, став роман «Жан Баруа» (1913). Після Першої світової війни, демобілізувавшись, Мартен дю Гар певний час працює в паризькому театрі, а потім почав писати свій знаменитий роман «Сім'я Тібо», вісім томів якого виходили з 1922 по 1940 роки. Цей роман «вражає подробицями, рельєфністю головних персонажів, своєю чесністю; з великих романів нашого століття „Сім'я Тібо“ — найтрагічніший».
1937 року Роже Мартену дю Гару присуджена Нобелівська премія з літератури «за художню силу і правду в зображенні людини, а також найважливіших сторін сучасного життя». Протягом усього життя Мартен дю Гар був людиною нетовариським, вкрай замкнутим, вважаючи, що за письменника повинні говорити його твори. Мартен дю Гар помер 23 серпня 1958 від серцевого нападу у місті Беллеме у власному особняку в віці 77 років.

## Твори
- Devenir (1906)
- L'Une de Nous (1909)
- Jean Barois (1913)
- Le Testament du père Leleu, farce (1913)
- Les Thibault: Le Cahier gris (1922)
- Les Thibault: Le Pénitencier (1922)
- Les Thibault: La Belle Saison (1923)
- Les Thibault: La Consultation (1928)
- Les Thibault: La Sorellina (1928)
- Les Thibault: La Mort du père (1929)
- Vieille France (1933)
- Les Thibault: l'Été 1914 (1936)
- Les Thibault: l'Épilogue (1940)
- Œuvres complètes dans la collection de la Pléiade avec une préface d'A. Camus (1955)
- Correspondance avec André Gide  (posthume 1968)
- Correspondance générale 1 1896—1913" (posthume 1980)
- Le Lieutenant-colonel de Maumort  (posthume 1983)
- Journal I Textes autobiographiques 1892—1919" (posthume 1992)
- Journal II 1919—1936" (posthume 1993)
- Journal III 1937—1949 Textes autobiographiques 1950—1958 « (posthume 1993)
- Correspondance générale X 1951—1958» (posthume 2006)